# Clossiana forstorpensis
Clossiana forstorpensis är en fjärilsart som beskrevs av Embrik Strand 1927. Clossiana forstorpensis ingår i släktet Clossiana och familjen praktfjärilar. Inga underarter finns listade i Catalogue of Life.